# Imperia Tower
Der Imperia Tower (auch Empire Tower, Aqua City Palace, russisch Империя) in Moskau, Russland, ist ein 60-stöckiger Gebäudekomplex mit Büros, einem Geschäftszentrum, einem Hotel und privaten Wohnungen.
Der Entwurf des Hochhauses stammt von den Architekten NBBJ. Die Bauarbeiten begannen 2001, wurden 2003 wegen finanzieller Schwierigkeiten unterbrochen und 2006 fortgesetzt. Die feierliche Eröffnung erfolgte am 23. November 2011 unter Teilnahme des Ersten Stellvertretenden Bürgermeisters Moskaus Wladimir Ressin.
Der Gebäudekomplex steht an der Vorderfront des Internationalen Geschäftszentrums Moskau City, direkt am Ufer der Moskwa. Das Hochhaus hat einen Ausgang zum Wasser und Zugang zu Moskaus Hauptverkehrslinien. Alle Fenster bieten Panoramaaussichten auf die Moskwa, den Kreml, das Stadtzentrum, die Sperlingsberge, die Lomonossow-Universität, Poklonnaja Gora und Parks im Westen Moskaus.
Die Gebäudeflächen sind dreigeteilt:
- Appartements (Appartements der Premiumklasse und Penthouses) – 45.000 m².
- Hotel – 30.000 m² (250 Zimmer)
- Geschäftsflächen – 76.700 m². Zusätzliche Flächen (Lobbys, Fahrstühle etc.) mit mehr als 53.000 m².

Zum Gebäudegrundstück gehören ein Teil des Moskwa-Ufers mit einer Anlegestelle, Cafés, Restaurants und Infrastruktur.
Die Appartements sind Privatwohnungen mit 45.000 m², in den Etagen 40 bis 60. Die oberen Etagen sind zweigeschossige Penthousewohnungen. Separate Eingänge und Fahrstühle trennen die Appartements von den Geschäftsflächen des Gebäudes.
Das Hotel befindet sich in den Etagen 33 bis 41. Es verfügt über 250 Zimmer, Konferenzräume, Restaurants, einen Fitnessclub und ein Spa.
Die Geschäftsflächen belegen die drei Ebenen von Etage 2 bis 31.

## Projektteilnehmer
- Investoren: ZAO Fleiner-City (russisch ЗАО Флейнер-Сити, Russland), Valtania Holding Ltd (Zypern)
- Kunde: ZAO Aqua City Palace (russisch ЗАО «Аква Сити Палас», Russland)
- Auftragnehmer: Enka Insaat ve Sanayi (Türkei)
- Leasingagent: GDO City Properties Ltd (Zypern)